# Heinrich von Wacholz
Heinrich von Wacholz († Ende 1317; auch Wacholt oder Wachholz) war ein römisch-katholischer Geistlicher aus Pommern. Am Anfang des 14. Jahrhunderts führte er als Bischof das Bistum Cammin.

## Leben
Heinrich von Wacholz entstammte der pommerschen Adelsfamilie Wacholz. Zum Ende des 13. Jahrhunderts war er Archidiakon in Demmin.
Mit dem Tod des Camminer Bischofs Petrus kam es im Camminer Domkapitel zu einer Spaltung. Ein Teil der Domherren unterstützte Günther von Werle, während die übrigen Heinrich von Wacholz zum Bischof wählten. Heinrich reiste nach Rom und wurde dort am 28. Januar 1302 durch Papst Bonifatius VIII. bestätigt.
In den folgenden Jahren 1303 und 1304 ordnete Heinrich die Verwaltung seiner Diözese neu und richtete dazu fünf fest begrenzte Archidiakonate ein. Am 18. September 1303 schloss er in Woldenberg einen Vertrag mit den Markgrafen Otto IV., Konrad I., Johann IV. und Waldemar, in dem er ihnen Beistand und Hilfe gegen ihre Feinde versprach. Ausgenommen davon waren der Markgraf Hermann und die pommerschen Herzöge, mit denen Heinrich in gutem Einvernehmen stand.
Am 2. Januar 1304 schloss er mit dem polnischen Unterhändler von Schachowitz an der Grabow einen Friedensvertrag zwischen Polen und dem Bistum Cammin. Mit dem Herzog Bogislaw IV. von Pommern ging er am 15. Juli 1304 in Belgard ein Bündnis ein. Er versprach darin Treue und Beistand und sollte dafür das Schloss Gülzow erwerben können.
Als Bogislaw IV. den polnischen Herzog Władysław I. Ellenlang im Konflikt mit Brandenburg um Pommerellen unterstützte, kam es 1306 (nach anderen Angaben 1308) zu einem Kriegszug der brandenburgischen Markgrafen in das Land Cammin. Die Stadt Cammin, die wie das Land zu dieser Zeit dem pommerschen Herzog gehörte, wurde niedergebrannt. Für die dabei zerstörten Wohnhöfe des Bischofs und der Prälaten wurden Bischof und Domkapitel 1309 durch die Markgrafen entschädigt. Bischof Heinrich erwog eine Verlegung des Bischofssitzes, ließ sich vom Herzog jedoch durch die Verleihung wichtiger Privilegien und Besitzungen von diesem Plan abbringen.
1312 vermittelte er einen Vergleich zwischen den Herzögen Otto I. von Pommern-Stettin und Wartislaw IV. von Pommern-Wolgast, die Pommersche Landesteilung von 1295 betreffend. Im Jahr 1313 verhängte er das Interdikt gegen die Stadt Güstrow, wo es zu Gewalttätigkeiten gegen den dortigen Propst gekommen war, und exkommunizierte die Täter. Später schlichtete er gemeinsam mit Nikolaus II. von Werle den Streit zwischen der Stadt und dem Domkapitel.
Das genaue Todesdatum Heinrichs ist nicht bekannt. Seine letzten Urkunden sind auf Ende 1317 datiert. Am 30. Dezember 1317 wird sein Nachfolger Konrad IV. als Elekt urkundlich genannt.